# Ułęż
Ułęż [ˈuwɛ̃ʂ] es un pueblo en el condado de Ryki en el Voivodato de Lublin, en el este de Polonia. Es la sede de la gmina llamada Gmina Ułęż. Se encuentra a unos 14 km al este de Ryki y 51 km al noroeste de la capital regional Lublin.
El pueblo tiene una población de 677 habitantes.